# علم نفس الأمراض

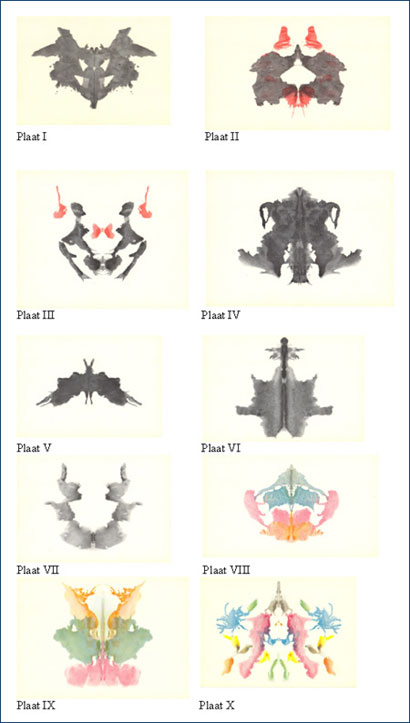

علم نفس الأمراض (بالإنجليزية: Psychopathology) هو مصطلح يوناني مشتق من كلمتي psyche والتي تعني الروح أو العقل؛ وpathos التي تعني المرض أو المعاناة؛ وlogy والتي تعني المناقشة أو المناقشة العقلية أو دراسة شيء ما، والتي يُمكن استخدامها في ثلاث مواضع. ويُعرف علم نفس الأمراض بأنه أصل الاضطرابات العقلية وكيف يتم تطويرهم والأعراض التي يمكن أن يتعرض لها الفرد.
علم نفس الأمراض هي الدراسة العلمية للاضطرابات النفسية، بما في ذلك الجهود الرامية إلى فهم الأسباب الوراثية والبيولوجية والنفسية والاجتماعية؛ مخططات التصنيف الفعالة (علم تصنيف الأمراض)؛ بالطبع في جميع مراحل التنمية ومظاهره والعلاج.

## التاريخ
تأثرت التفسيرات الأولية للأمراض العقلية بالمعتقدات الدينية والخرافات؛ كما أن الحالات النفسية التي تصنف الآن على أنها اضطرابات عقلية كانت تنسب في البداية إلى الامتلاك من قِبل الأرواح الشريرة والشياطين. هذه الفكرة كانت مقبولة على نطاق واسع حتى القرنين السادس عشر والسابع عشر، وتم تعذيب الأفراد الذين عانوا من هذه الاضطرابات كنوع من العلاج حتى من قِبل الأطباء في أمل إعادة مرضاهم إلى الاستقرار العقلي، وتم إعدام أولئك الذين لم يستعيدوا استقرارهم العقلي بعد التعذيب.
كان الطبيب اليوناني أبقراط أحد الأوائل الذين رفضوا فكرة أن الاضطرابات العقلية كانت ناجمة من قبل الأرواح الشريرة والشياطين، وكان يعتقد اعتقادًا راسخًا أن تلك الاضطرابات تحدث بسبب أمراض تصيب الدماغ. وجاء بعده الفيلسوف أفلاطون ليوضح أن العقل والجسد والروح يعملون كوحدة واحدة، وأي اختلال في أي منهم يسبب الاضطراب وعدم الانسجام داخل الفرد.
أصبحت فكرة أن العلاقة الصحيحة بين الوالدين والطفل تسبب التعقل والانسجام العقلي للطفل فكرة بارزة في القرن الثامن عشر، وأوضح الفيلسوف جان جاك روسو أن الصدمة التي تصيب الطفل في مرحلة الطفولة يكون لها آثار سلبية في وقت لاحق عند مرحلة البلوغ.
يقدم المحلل النمساوي سيغموند فرويد في القرن التاسع عشر-بعد تأثره بشكل كبير بأفكار روسو وفلسفته- العلاج النفسي ويصبح والد التحليل النفسي، وهو طريقة سريرية لعلاج الأمراض النفسية من خلال الحوار بين المريض والمحلل النفسي؛ ينبع هذا العلاج من أفكاره حول تجارب الفرد والجهود الإنسانية الطبيعية لفهم العالم والحياة.

## دراسة الاضطرابات النفسية
دراسة علم نفس الأمراض هي دراسة متعددة التخصصات؛ حيث يساهم فيها علم النفس السريري، والاجتماعي، والتنموي، وغيرهم من التخصصات الفرعية لعلم النفس، والطب النفسي، وعلم الأعصاب، وعلم الاجتماع، وأكثر من ذلك، ويشار إلى الممارسين في المجالات السريرية باسم أخصائيي علم النفس.
يتبع العلماء استراتيجيات للتمييز بين السلوك الغير عادي من ناحية وبين الاضطراب العقلي من ناحية أخرى، وتتمثل أحد هذه الاستراتيجيات في تقييم الشخص وذلك من خلال أربعة أبعاد: الانحراف، والضيق، والختلال الوظيفي، والخطر.

### الأربعة أبعاد
1- الانحراف: هذا المصطلح يصف فكرة أن الأفكار، والسلوكيات، والعواطف المحددة تعتبر منحرفة عندما تكون غير مقبولة أو غير شائعة في المجتمع. ومع ذلك يجب على الأخصائيين أن يتذكروا أن الأقليات لا تعتبر منحرفة لمجرد عدم وجود أي شيء مشترك بينهم وبين المجموعات الأخرى.
2- الضيق: هذا المصطلح يصف المشاعر السلبية التي يشعر بها الفرد بسبب هذا الاضطراب.
3- الاختلال الوظيفي: يتضمن هذا المصطلح السلوك غير المتكيف والذي يضعف من قدرة الفرد على أداء وظائفه اليومية العادية مثل الاستعداد للعمل في الصباح أو قيادة السيارة، ويجب أن يمثل هذا السلوك غير المتكيف مشكلة كبيرة بما يكفي ليعتبر تشخيصًا. هذه السلوكيات غير المؤهلة تمنع الفرد من عيش نمط حياة صحي، ومع ذلك لا يحدث السلوك المختل دائمًا بسبب الاضطراب وإنما قد يكون طوعية مثل الإضراب عن الطعام.
4- العنف: يتضمن هذا المصطلح سلوكًا خطيرًا أو عنيفًا تجاه الفرد أو تجاه آخرين في المجتمع، وهاتان هما السمتان المهمتان للخطر(الخطر على النفس، والخطر على الآخرين). تزداد المشكلة عندما يدل كل تشخيص عن وجود سلوكيات تعبر عن خطورة مثل السلوك الخطير الذي يوحي بأن هذا الاضطراب النفسي يؤدي إلى الانتحار.

### العامل بي
بدلًا من تصور علم نفس الأمراض على أنه يتكون من عدة فئات منفصلة من الاضطرابات العقلية، اقترحت مجموعات من علماء النفس والأطباء النفسيين «علم النفس العام» واطلقوا عليه العامل بي. على الرغم من أن الباحثين في البداية تصوروا ثلاثة عوامل لعلم نفس الأمراض، إلا أن الدراسة اللاحقة قدمت المزيد من الأدلة لعامل موحد يوجد على سلسلة من الخطورة والإزمان.
تم العثور على مستويات أعلى للعامل بي ترتبط بدرجات أكبر في الخلل الوظيفي، وزيادة حدوث المشاكل أثناء النمو، وضعف وظيفة الدماغ في وقت مبكر من الحياة. بالإضافة إلى ذلك، فإن أولئك الذين لديهم مستويات أعلى من العامل بي يميلون أكثر إلى اكتساب استعداد وراثي للأمراض العقلية.
بما أن علم نفس الأمراض قد تمت دراسته وتطبيقه كنظام فئوي مثل نظام الدليل التشخيصي والإحصائي الذي تم تطويره للأطباء، فإن نظام الأبعاد للعامل بي يقدم تصويرًا بديلًا للاضطرابات العقلية التي قد تحسن فهمنا للعلم النفسي بشكل عام والذي يؤدي إلى المزيد من التشخيصات الدقيقة وتيسير أساليب علاج أكثر فعالية.

## الأعراض العقلية
يمكن استخدام مصطلح علم نفس الأمراض للدلالة على السلوكيات أو التجارب التي تشير إلى المرض العقلي حتى ولو لم تشكل تشخيصًا رسميًا، على سبيل المثال يمكن اعتبار وجود الهلوسة بمثابة وجود علامة لمرض نفسي حتى لو لم تكن هناك أعراض كافية تفِي بمعايير أحد الاضطرابات المذكورة في الدليل التشخيصي والإحصائي للاضطرابات النفسية أو في التصنيف الدولي للأمراض.
بشكل عام فإنه يمكن تصنيف أي سلوك أو تجربة تسبب ضعفًا أو عجزًا خصوصًا إذا كان يُعتقد أنه ينشأ من خلل وظيفي في الأنظمة الإدراكية أو العصبية في الدماغ على أنه علم نفس الأمراض.
يبقى من غير الواضح مدى قوة التمييز بين الصفات غير المتكيفة والاضطرابات العقلية. فعلى سبيل المثال غالبًا ما توصف العصابية بأنها المستوى الشخصي للأعراض النفسية الطفيفة.

## الدليل التشخيصي والإحصائي للاضطرابات النفسية
الدليل التشخيصي والإحصائي للاضطرابات النفسية هو دليل إرشادي لتشخيص وفهم الاضطرابات النفسية؛ كما أنه بمثابة مرجع لمجموعة من المهنيين في الطب والصحة العقلية في الولايات المتحدة على وجه الخصوص. يضم هؤلاء المهنيون علماء النفس، والمستشارين، والأطباء، والأخصائيين الاجتماعيين، والممرضين، ومعالجي الزواج والأسرة، وغيرهم.
من أمثلة الاضطرابات العقلية المصنفة ضمن الدليل التشخيصي والإحصائي للاضطرابات النفسية:
• الاضطراب الاكتئابي: هو اضطراب مزاجي يتحدد بأعراض فقدان الحافز، وتعكر المزاج، ونقص الطاقة، وأفكار الانتحار.
• الاضطراب ذو الاتجاهين: هي اضطرابات مزاجية تتميز بحالات من الاكتئاب والهوس بدرجات متفاوتة.
• الاكتئاب الجزئي: هو اضطراب في المزاج مماثل للاكتئاب، ويتميز بمزاج منخفض بشكل مستمر وهو شكل أقل ضعفًا للاكتئاب دون أي انقطاع في الأداء العادي.
• الفصام: يتميز بالتغير الإدراكي للواقع بما في ذلك الأفكار الوهمية، والهلوسة، والكلام والسلوك غير المنظمين. تنشأ معظم الحالات عند المرضى في أواخر المراهقة أو في مرحلة البلوغ المبكر، ولكن يمكن أن تظهر أيضًا في وقت لاحق في الحياة.
• اضطراب الشخصية الحدي: يحدث هذا الاضطراب في بداية مرحلة البلوغ لمعظم المرضى وتشمل الأعراض المحددة أنماط من العلاقات غير المستقرة، والمشاعر المزمنة من الفراغ، وعدم الاستقرار العاطفي، وأفكار بجنون العظمة، ونوبات مكثفة من الغضب، والسلوك الانتحاري.
• النهام العصبي: هو اضطراب في سلوكيات تناول الطعام حيث يتميز بنوبات إفراط في الأكل لايمكن السيطرة عليها تليها الحاجة إلى القيء، أو اتخاذ الملينات، أو التمارين المكثفة. عادة ماتحدث في مرحلة المراهقة ولكن معظم الأفراد لا يطلبون المساعدة حتى وقت لاحق في الحياة عندما يكون من الصعب تغيير عاداتهم الغذائية.
• الرهاب: يعاني الأشخاص المصابون بالرهاب من مشاعر الخوف التي لايمكن السيطرة عليها وردود فعل مبالغ فيها لأشياء لا تهدد الحياة في الواقع وعادة ماتكون مصحوبة بردود فعل جسدية مرتبطة بالخوف الشديد مثل الذعر، وسرعة ضربات القلب، والنفس القصير.
• هوس الحرائق: هذا الاضطراب هو انجذاب لوضع الأشياء عن عمد في النار؛ حيث يجد المرء المتعة والراحة من خلال مشاهدة الأشياء تحترق. يمكن أن يحدث هذا نتيجة للتفكير الوهمي بسبب الاضطرابات العقلية الأخرى أو نتيجة للسلوك العدواني للتعبير عن الغضب.